# Catetometro

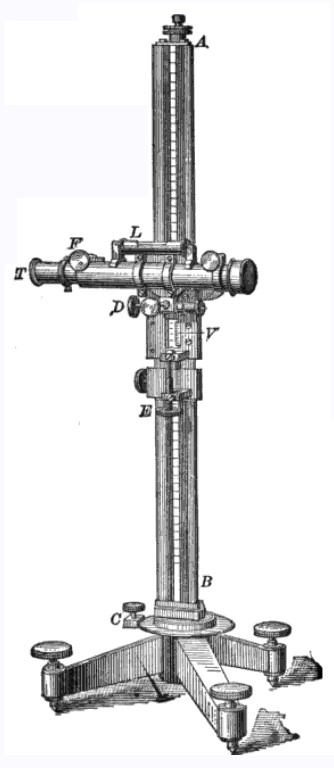
Catetometro

Il catetometro è uno strumento ideato allo scopo di misurare distanze verticali tra due punti, anche non sulla stessa verticale, quali dislivello di liquidi nei capillari e nei tubi ad U, scale di strumenti, estensione e dilatazione di fili e barre, ecc. 
Esso è costituito da una riga prismatica di precisione con scala millimetrica utile di circa 1 m, rotante intorno al suo asse verticale rispetto ad un treppiede dotato di viti calanti, sulla quale scorre un carrello che ospita il meccanismo di misura, un cannocchiale munito di reticolo.